# Ultimates
Ultimates (The Ultimates) è un gruppo di personaggi immaginari dei fumetti, protagonista dell'omonima serie a fumetti, The Ultimates (vol. 1), pubblicata negli Stati Uniti d'America dalla Marvel Comics all'interno dell'universo narrativo Ultimate, nel quale i personaggi dell'universo Marvel classico vengono rivisti e aggiornati. Gli Ultimates sono il gruppo dell'universo Ultimate corrispondente, nell'universo Marvel classico, ai Vendicatori. Le storie sono esterne alla continuity dell'universo Marvel classico e non hanno nessuna relazione con esso. La prima serie è stata scritta da Mark Millar e disegnata da Bryan Hitch ed esordì negli Stati Uniti nel gennaio del 2002. Successivamente alla conclusione della prima serie ne sono state edite altre.

## Storia editoriale
La prima serie, The Ultimates (vol. 1), esordì nel 2002 e venne edita per 13 numeri, scritti da Mark Millar e disegnata da Bryan Hitch. La seconda serie dedicata al gruppo, The Ultimates (vol. 2), della durata di 13 numeri, venne edita dal 2005 al 2007. La terza, The Ultimates (vol. 3), fu una serie limitata edita per cinque numeri nel 2008.
Nel 2010 esordì l'equivalente Ultimate della serie dedicata ai Nuovi Vendicatori, New Ultimates (vol. 1), una serie limitata scritta da Jeph Loeb e disegnata da Frank Cho. Nel 2011 venne rilanciata la testata con una quarta serie, The Ultimates (vol. 4), scritta inizialmente da Jonathan Hickman. La serie venne rilanciata nel 2014 in seguito della saga Cataclysm, con la nuova testata All-New Ultimates (vol. 1),
Nel 2016, all'interno del progetto editoriale All New All Different Marvel, esordì una nuova serie The Ultimates (vol. 1), alla quale seguì una seconda serie l'anno successivo, ambientate all'interno dell'universo classico, Terra 616, dei personaggi dell'universo Ultimate.

## Personaggi
La composizione del gruppo di eroi inizialmente consisteva nella versione Ultimate di Capitan America, Iron Man, Thor, Hulk, Wasp, e Giant-Man, con Nick Fury che fa da collegamento con il governo. Si sono aggiunti in seguito la Vedova Nera, Occhio di Falco, Quicksilver e Scarlet. In seguito il gruppo si è sciolto, riformandosi con formazioni di volta in volta differenti: in particolare, durante la cosiddetta "seconda era" dell'Universo Ultimate si sono creati due super-gruppi, i New Ultimates e gli Ultimate Avengers, mentre poi, terza fase dell'Universo Ultimate ha visto la nascita di una nuova formazione sempre denominata Ultimates.
- Capitan America (alias Steve Rogers) è stato sottoposto a sei mesi di interventi clinici e di trattamenti con steroidi per diventare il primo super-soldato statunitense, impiegato nella seconda guerra mondiale. Verso la fine della guerra, nel 1945, mentre guidava una missione atta a sabotare il prototipo di una bomba a idrogeno progettata dai nazisti con tecnologia extraterrestre, cadde nell'oceano Atlantico e restò congelato. Rimase in sospensione animata fino a che il suo corpo fu scoperto (avviene nel primo numero), giusto in tempo per mettersi al comando della nuova forza governativa superumana chiamata Ultimates.
- Iron Man (alias Tony Stark), è un industriale multi-milionario, playboy e genio inventore che ha creato l'armatura protettiva di Iron Man. Stark ha un tumore al cervello inoperabile, che gli lascia tra i sei mesi e i cinque anni di vita, per questo ha deciso di fare qualcosa di utile e buono prima di morire. Viene dipinto come un alcolista e un imperterrito donnaiolo.
- Thor è un uomo che sostiene di essere Thor, il dio del tuono e del lampo della mitologia nordica. Intorno a lui si è costruito un culto no-global con fondamenti di teoria del complotto. Le uniche informazioni certe sul suo conto ci dicono che era un infermiere, che ha avuto una crisi di nervi e che ha passato un anno e mezzo in una casa di cura. In realtà Gunnar Golmen, quello che si presenta come suo fratello e ne ha rivelato i segreti, è Loki, suo fratellastro e dio dell'inganno. Thor ha molti superpoteri, tra questi l'abilità di volare lanciandosi con il martello, di controllare le condizioni meteorologiche, una super-forza e mostra tratti di onniscienza. Possiede un martello magico che chiama Mjöllnir, in grado di teletrasportare oggetti in un'altra dimensione e non sembra essere un'arma tecnologica. Inizialmente non era chiaro se fosse veramente il figlio esiliato di Odino, ma in seguito a Ultimates 2, sembra averlo inconfutabilmente dimostrato. Non vuole far parte ufficialmente degli Ultimates, che considera pedine delle industrie militari e del governo statunitense. Quando però il gruppo è in difficoltà, Thor arriva sempre in aiuto. Thor, insieme con Iron Man, è l'idealista del gruppo e quello meno incline a seguire la politica governativa, di cui è invece sostenitore Nick Fury.
- Hulk (alias il dottor Robert Bruce Banner), il cui scopo è ricreare la formula del super-soldato, che nella seconda guerra mondiale trasformò Steve Rogers in Capitan America. Insicuro e nevrotico, ha testato la formula sperimentale su se stesso, diventando un muscoloso grosso omaccione verde o grigio senza nessuna capacità intellettiva. Oltre a essere violento e infantile, Hulk sembra essere sempre un maniaco sessuale senza nessuna remora morale. Nella forma mostruosa è praticamente inarrestabile, ma può essere facilmente manipolato. Banner è stato curato da questa condizione, ma ha scelto di ritornare a essere Hulk perché si sentiva deriso e isolato nel contesto di un gruppo di persone con superpoteri. Tecnicamente non è membro degli Ultimates, viene anzi tenuto in isolamento per ragioni di sicurezza e liberato solo quando è l'ultima arma a disposizione. Una fuga di notizie ha fatto sì che Hulk venisse processato, giudicato colpevole e giustiziato facendo esplodere una bomba nucleare su una nave militare al largo. Una telefonata ricevuta da Hank Pym dopo il funerale di Banner fa capire che Hank ha aiutato Bruce a sopravvivere. È riapparso negli ultimi numeri di Ultimates 2.
- Giant-Man e Wasp sono Henry e Janet Pym, una coppia sposata di scienziati, come nell'originale, ma questi sono uniti da un rapporto problematico e a tratti violento. Henry Pym è un famoso scienziato, mentre Janet è una mutante, ma nessuno ne è inizialmente a conoscenza. I poteri di Giant-Man derivano dall'abilità e dall'esperienza della moglie e Henry ne è costantemente geloso. Dopo una furiosa lite in cui Henry picchia Janet, i due divorziano e Janet si fidanza con Steve Rogers, ma la relazione con questo non sembra molto felice. Janet si è in seguito riavvicinata all'ex-marito, che ora non fa più parte del gruppo, ma appare nell'albo come consulente.
- La Vedova nera (alias Natasha Romanoff) e Occhio di Falco (alias Clint Barton) sono rispettivamente una ex-spia del KGB e un arciere dotato di una precisione sovrumana. In origine erano membri segreti del gruppo, ma in seguito sono stati rivelati, anche se le loro origini sono state modificate rispetto alla versione originale. La Vedova Nera, dopo aver tradito gli Ultimates per i Liberatori, è stata uccisa da Occhio di Falco con una freccia in mezzo agli occhi per vendicare l'omicidio della sua famiglia.
- Quicksilver e Scarlet (alias Pietro e Wanda Maximoff) sono una coppia di fratelli mutanti, introdotti come figli di Magneto (alias Eric Magnus). Pietro è super-veloce, Wanda invece può modificare le probabilità con i propri poteri. Sono ancora affiliati alla Fratellanza Mutante del padre e credono nella supremazia mutante. A causa della loro mutazione, sono tenuti segreti. Gli atteggiamenti e la loro stretta intimità fanno pensare a una relazione incestuosa. Durante gli eventi di Ultimates 3 Wanda Maximoff muore in un attentato.
- Valchiria è una misteriosa diciannovenne con i poteri di una dea asgardiana. Ha una relazione con Thor. Non si sa come abbia ottenuto i suoi poteri.

## Avversari
Gli Ultimates hanno dovuto affrontare molti nemici, tra i quali anche ex componenti del gruppo come Hulk, Thor, Vedova Nera, Ant-Man.
- Chitauri: sono una razza aliena mutaforma, il loro obiettivo è soggiogare tutti gli abitanti della Terra. Furono alleati dei nazisti durante la seconda guerra mondiale. Kleiser, in particolare, è un chitauro dall'aspetto di nazista che nemmeno Capitan America era riuscito a sconfiggere, prima che Hulk se ne occupasse. Sono un gruppo dissidente di Skrull.
- Magneto: è il capo della Confraternita dei Mutanti, un gruppo di mutanti terroristi il cui scopo è sterminare la razza umana, per far posto come unico abitante della Terra all'Homo Superior (i mutanti).
- X-Men: sono un gruppo di mutanti che cercano di portare la pace fra la loro razza e gli esseri umani. All'inizio vengono considerati alleati di Magneto. Questo dà inizio alla Ultimate War. In seguito, diventano alleati degli Ultimates.
- Ultimate Six: sono un gruppo di umani geneticamente modificati e sono Goblin, il Dottor Octopus, Electro, l'Uomo Sabbia, Kraven e in seguito Spider-Man (Peter Parker, rapito e costretto dagli altri cinque a combattere al loro fianco. Peter si schiererà poi contro di loro nella difesa della Casa Bianca). Vogliono vendicarsi di Nick Fury, che li aveva imprigionati.
- Super-soldati russi: sono esseri umani sfruttati come cavie di esperimenti sovietici eseguiti dopo la seconda guerra mondiale, su cui sono state installate parti meccaniche asportate da un robot alieno precipitato sulla Terra, Ultimate Visione. Il più forte di loro è una sorta di "Capitan Russia".
- Kree: sono una razza aliena il cui scopo è impedire ai terrestri di lasciare il pianeta, in modo che vengano completamente annientati da una minaccia spaziale che chiamano Gah Lak Tus. Un loro inviato sulla Terra è Mahr Vel, più noto come Capitan Marvel.
- Galactus: è un essere spaziale che viaggia per la galassia sterminando la vita sui pianeti che incontra, per nutrirsene. Odia le entità viventi biologiche.
- Liberatori: sono super-soldati creati da alcuni stati europei e asiatici per eliminare gli Ultimates e lo S.H.I.E.L.D., così da bloccare l'espansione imperialista americana. Il loro capo è il Colonnello (l'unico su cui il siero del super-soldato ha agito positivamente dopo Capitan America), di origine araba. Gli altri componenti sono: l'Abominio (una specie di Hulk cinese, però più intelligente); la Dinamo Cremisi, un uomo fuso con la sua armatura (anche lui cinese); Uragano (un'afro-coreana), la super-velocista del gruppo; Sciame, siriana che comanda gli insetti; l'Uomo Schizoide, francese, può replicarsi; l'enigmatico russo Perun, che è dotato degli stessi poteri di Ultimate Thor. In appoggio a questa squadra, definibile "d'assalto", ci sono delle truppe di umani potenziati e in grado di volare, robot giganti e anche i traditori degli Ultimates: Vedova Nera e Ultimate Ant-Man. A loro si è aggregato Loki, con un ruolo di grande importanza.
- Loki: fratellastro di Thor e figlio dimenticato di Odino. Vuole impedire a suo fratello di compiere la missione affidatagli dal padre: «Impedire la guerra che porrà fine a tutte le guerre».
- Ultron: robot senziente creato da Hank Pym con l'intenzione di fornire all'esercito dei supersoldati cibernetici sacrificabili. Innamoratosi di Wanda e geloso di Quicksilver, per questo motivo darà il via ad una serie di eventi che porteranno ai fatti narrati nella saga Ultimatum.

## Seconda era Ultimate (2009-2011): Ultimate Avengers e New Ultimates
Dopo gli sconvolgenti fatti di Ultimatum, comincia quella che viene definita la seconda era Ultimate. In questa fase, la squadra degli Ultimates vede nascere, come conseguenza della diserzione di Capitan America e del ritorno del Teschio Rosso, la Task Force degli Ultimate Avengers, squadra segreta dello S.H.I.E.L.D., atta a risolvere con qualsiasi mezzo le missioni con un tasso di rischio estremamente alto e in cui la moralità e l'etica il più delle volte devono essere messe da parte. La loro formazione è composta da:
- Nick Fury: appena tornato dal suo esilio nell'Universo dello Squadrone Supremo.
- Gregory Stark: fratello maggiore di Anthony Stark, è il cervello e consulente tecnico del gruppo.
- Occhio di Falco
- Vedova Nera II: Monica Chang è una esperta spia che ha operato in numerosi paesi in tutto il mondo ed è l'ex moglie di Nick Fury.
- War Machine: colui che indossa la seconda versione dell'armatura di Iron Man è il Col. James Rhodes, vecchio amico di Tony Stark, già comparso in Ultimate Iron Man I-II. Uomo dal carattere abbastanza ambivalente, è capace di atti brutali quanto di gentilezza.
- Red Wasp: la dottoressa Petra Laskov, ex terrorista appartenente al gruppo dei Liberatori sotto il nome di Swarm (Sciame), è stata curata e riabilitata dai membri della Stark Solutions e tenuta sotto controllo da un chip dell'obbedienza.
- Nerd Hulk: clone ottenuto dalle cellule staminali di Hulk; è stato sviluppato in modo tale da congiungere la mente geniale di Banner con la forza bruta del mostro grigio.
- Il Ragno: un clone di Spider-Man creato da Gregory Stark utilizzando il DNA di Spider-Man e del Professor X
- Frank Castle alias il Punitore: veste i panni del "Capitan America" dei Vendicatori.
- Tyrone Cash alias First Hulk: Leonard Williams, geniale professore di genetica all'università di Cambridge e mentore di Bruce Banner. La sua équipe aveva l'obbiettivo di comporre una formula per la trasformazione di un uomo comune nel perfetto esemplare umano, e così fu: Leonard, un paraplegico a disagio con il suo corpo, divenne il primo Hulk e fuggì dandosi per morto.

Occasionalmente hanno collaborato con il gruppo degli Ultimate Avengers anche Capitan America, Iron Man e Perun ex-membro dei Liberatori concepito per essere il Thor russo.
Contemporaneamente, si è formata una nuova "versione" degli Ultimates, chiamata New Ultimates: sono guidati da Tony Stark in collaborazione con Carol Danvers, ora direttore dello S.H.I.E.L.D. e comandante in capo del Triskellion. Il gruppo dei New Ultimates comprende:
- Captain America
- Thor
- Valchiria
- Occhio di Falco
- Pantera Nera
- Shanna
- Ka-Zar

I New Ultimates hanno combattuto nuovamente contro Loki, tornato sulla terra dopo i fatti narrati in Ultimates 2 grazie al potere dell'Incantatrice.
In seguito, durante la saga Ultimate Comics: La Trilogia del Nemico i New Ultimates si alleano con altri personaggi dell'Universo Ultimate per combattere un misterioso nemico che si rivelerà essere un ormai folle Reed Richards.

## Altri media

### Cartoni animati
- Gli Ultimates sono stati fonte d'ispirazione per due film d'animazione e per alcuni prodotti televisivi, tra cui Ultimate Spider-Man o Avengers Assemble.

### Cinema
- I film animati Ultimate Avengers e Ultimate Avengers 2 sono una riproposizione abbastanza fedele delle storie degli Ultimates.
- Nel Marvel Cinematic Universe, gli Ultimates sono stati utilizzati come modello per gli Avengers di Joss Whedon. Lo si può notare specialmente grazie al Nick Fury interpretato da Samuel L. Jackson. La formazione dei film, però, non rispecchia la versione immaginata da Millar e Hitch che comprende Giant-Man e Wasp.

### Videogiochi
- Nel videogioco Ultimate Spider-Man, dei cartelli pubblicizzano un film su di essi.